# الإجهاض في النمسا
تم تشريع الإجهاض في النمسا بالكامل منذ 1 كانون الثاني 1975. يمكن إجراء عمليات الإجهاض عند الطلب في المستشفيات للنساء خلال الأشهر الثلاثة الأولى من بداية الحمل. يمكن إجراء عمليات الإجهاض لاحقًا إذا كان هناك خطر على الصحة الجسدية أو العقلية للمرأة الحامل, أو إذا كانت هناك مشكلة مستعصية في نمو الجنين, أو إذا كان عمر المريض أقل من 14.
لا توجد عقوبة للأطباء الذين يختارون عدم إجراء عمليات الإجهاض بناءً على قناعات شخصية أو دينية, إلا إذا كانت حياة الأم على المحك وكان عدم الإجهاض يؤدي إلى وفاة الأم. يحمي قانون 1975 الأطباء الذين يختارون عدم إجراء عمليات الإجهاض. هناك عدد قليل جدًا من عيادات أو مستشفيات الإجهاض التي لديها القدرة على الإجهاض خارج المدن الكبرى, مما يجعل الإجهاض شبه مستحيل في المناطق الريفية. الإجهاض لا يدفع ثمنه النظام الصحي الحكومي.
في عام 2000, كان معدل الإجهاض 1.4 حالة إجهاض لكل 1000 امرأة تتراوح أعمارهن بين 15 و 44 عامًا.
الإجهاض في ليختنشتاين, المجاورة للنمسا, لا يزال غير قانوني. بعض النساء اللواتي يخترن إنهاء حمل غير مرغوب فيه يعبرن الحدود إلى النمسا للخضوع لهذا الإجراء.